# Al-Arisza (Algieria)
Al-Arisza (arab. العريشة; fr. El Aricha)  – miasto, a także jedna z 53 gmin w prowincji Tilimsan, w Algierii, znajdująca się w południowej części prowincji, około 76 km na południe od Tilimsan. W 2008 roku gminę zamieszkiwało 6673 osób. Numer statystyczny gminy w Office National des Statistiques d'Algérie to 1332.